# Spilocuscus
Spilocuscus là một chi động vật có vú trong họ Phalangeridae, bộ Hai răng cửa. Chi này được Gray miêu tả năm 1861. Loài điển hình của chi này là Phalangista maculata Desmarest, 1818.

## Hình ảnh

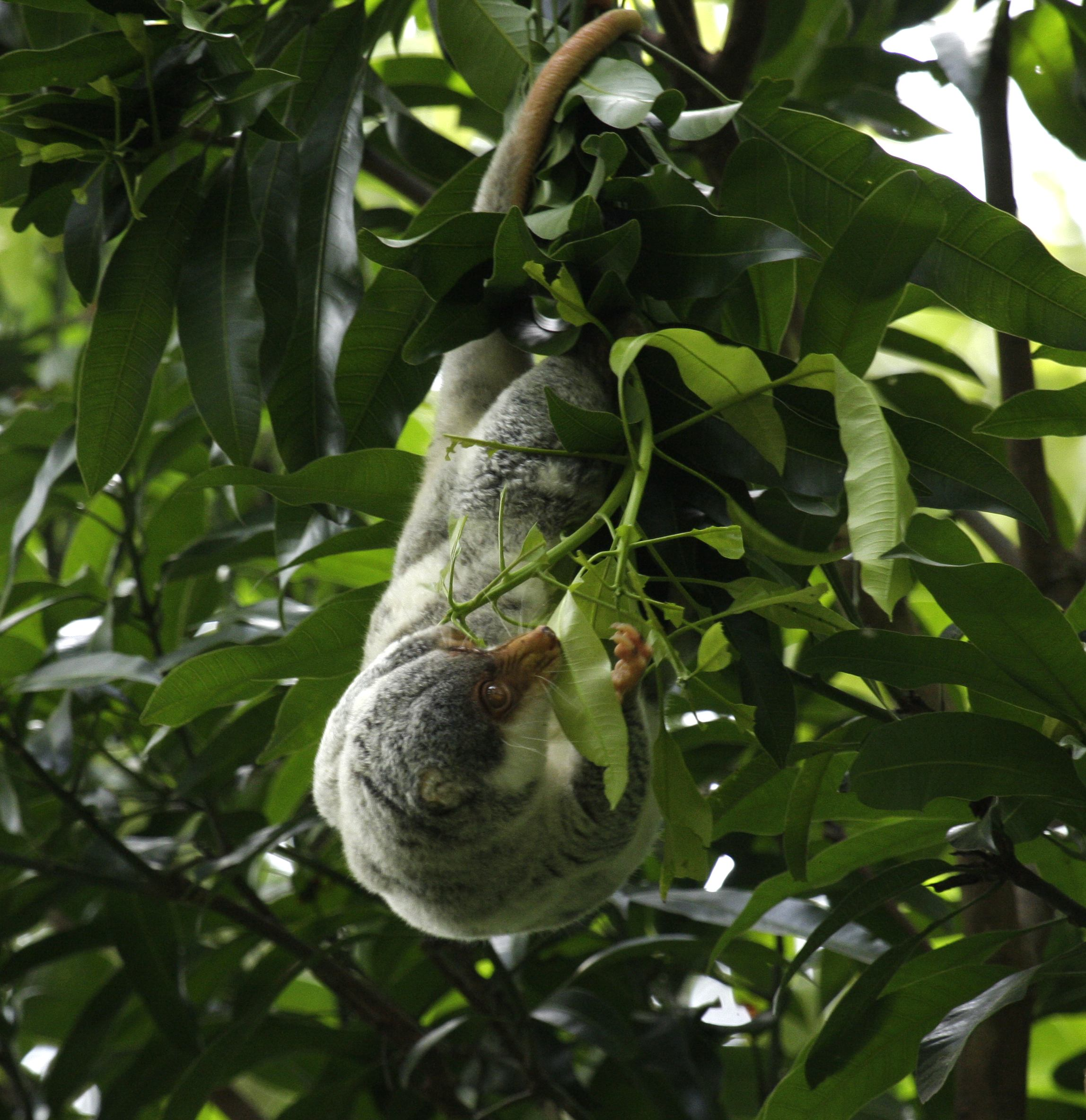
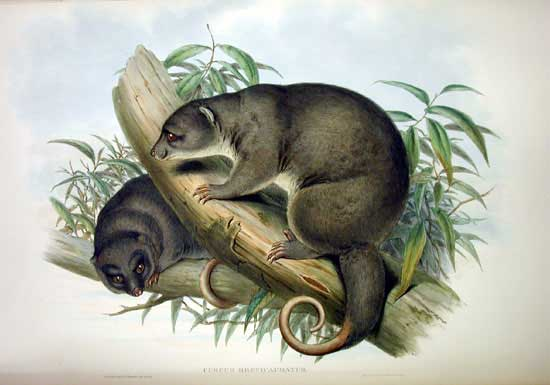
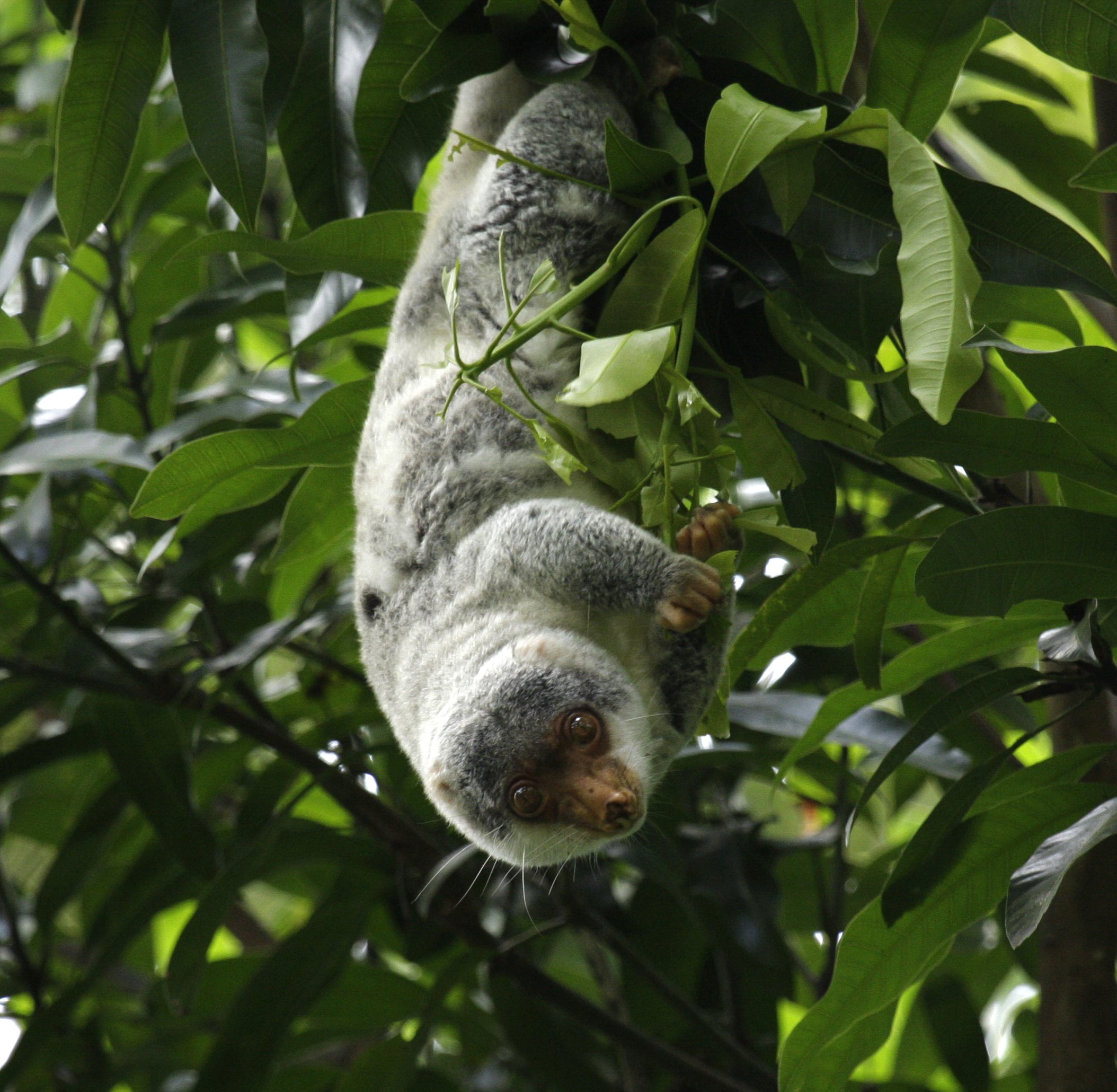

## Các loài
Chi này gồm các loài:
- Spilocuscus kraemeri
- Spilocuscus maculatus
- Spilocuscus papuensis
- Spilocuscus rufoniger
- Spilocuscus wilsoni<ref>Aplin, K. & Helgen, K. (2008). Spilocuscus wilsoni. 2008 Sách đỏ IUCN. Liên minh Bảo tồn Thiên nhiên Quốc tế 2008. Truy cập ngày 31 tháng 12 năm 2008.